# Meaus

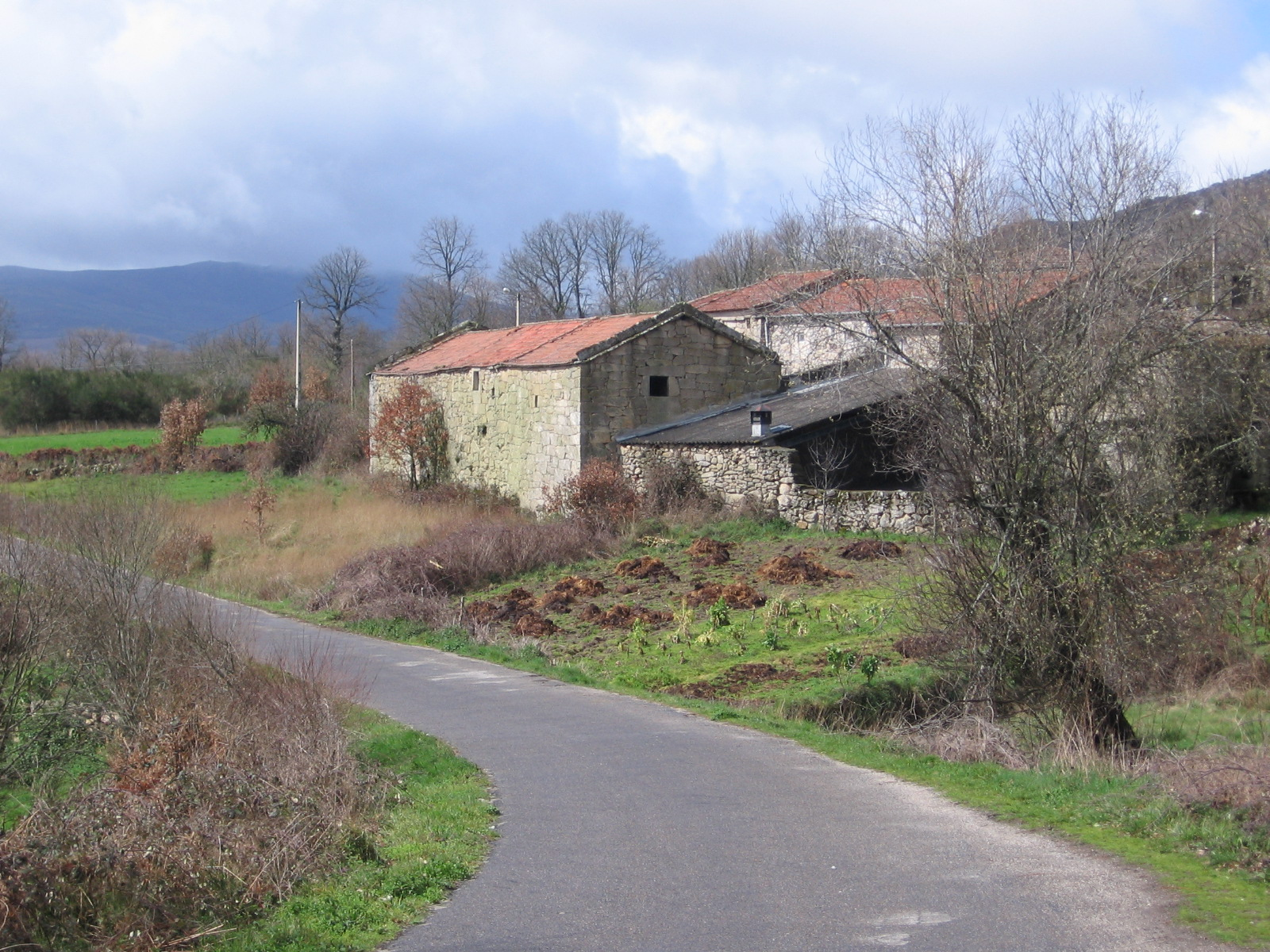
Aldeia de Meaus

Meaus ou Meãos, paróquia de Tosende, é uma aldeia espanhola do concelho de Baltar.
Em conjunto com Rubiás e Santiago, fazia parte, até 1864, do Couto Misto.